# Tactical Intervention
Tactical Intervention fue un videojuego de PC, Minh Le uno de los cocreadores de Counter-Strike era el encargado del desarrollo del juego.
Tactical Intervention fue un videojuego de disparos en primera persona por equipos, los terroristas y los antiterroristas; pero a diferencia de Counter-Strike se introdujeron novedades como la presencia de civiles en los niveles o el uso de perros de ataque que pueden ser usados para aturdir a los oponentes.
El juego comenzó a en desarrollarse después de que Minh Le abandonara Valve